# Roxburgh Dam

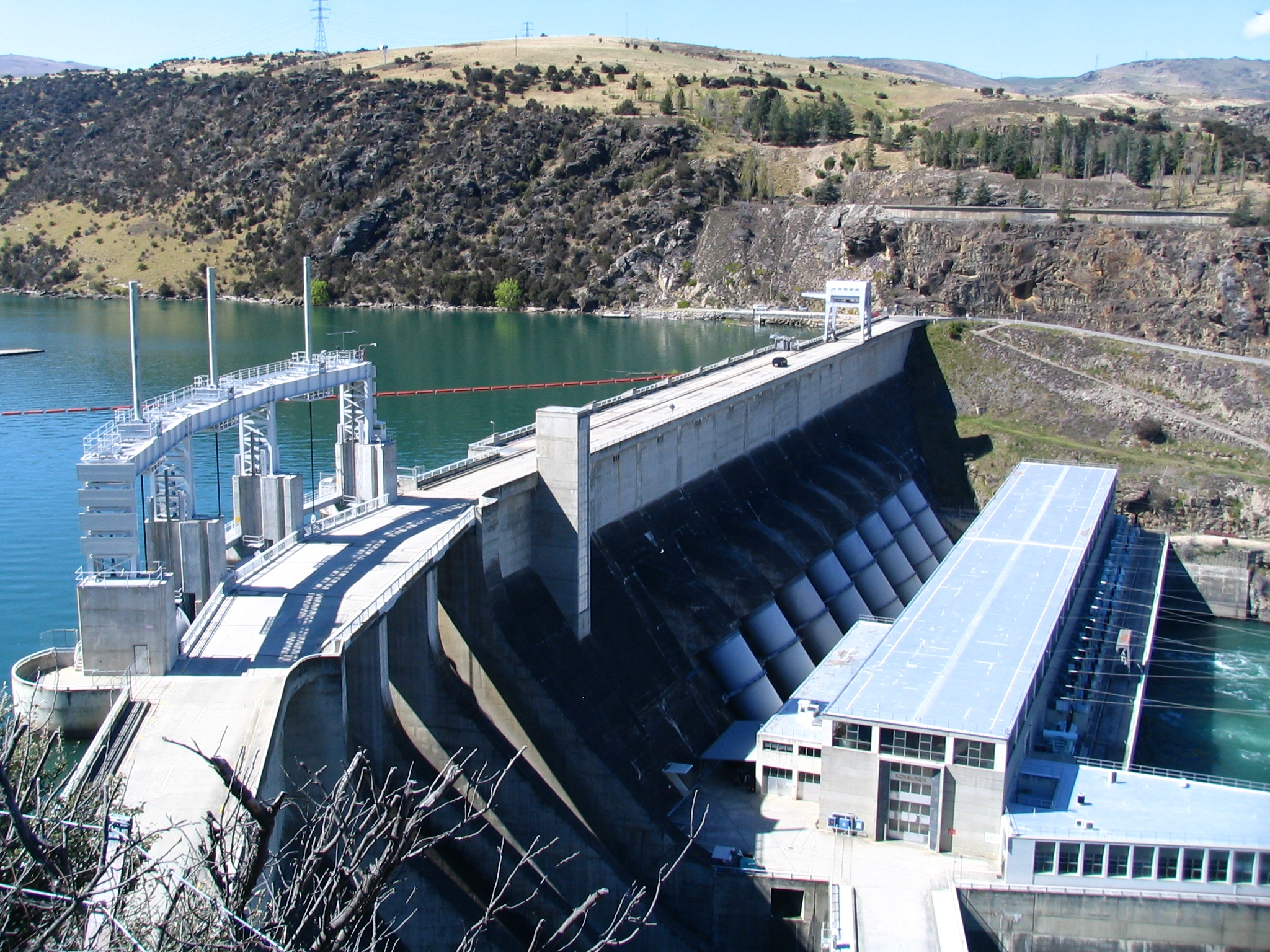
DerRoxburgh Dam mit der Maschinenhalle

Der Roxburgh Dam ist ein Staudamm in der Region Otago auf der Südinsel von Neuseeland, der den Clutha River/Mata-Au in der Nähe der Gemeinde Roxburgh zum Lake Roxburgh aufstaut. Der Damm, zusammen mit dem Wasserkraftwerk zur Stromerzeugung errichtet, wurde 1956 fertiggestellt und war das größte Bauprojekt, das Neuseeland bis dahin bewältigt hatte.

## Geografie
Der Roxburgh Dam befindet sich rund 15 km südlich von Alexandra und gut 100 km nordwestlich von Dunedin, der Hauptstadt von Otago, im Flussbett des Clutha River/Mata-Au.

## Betreiber

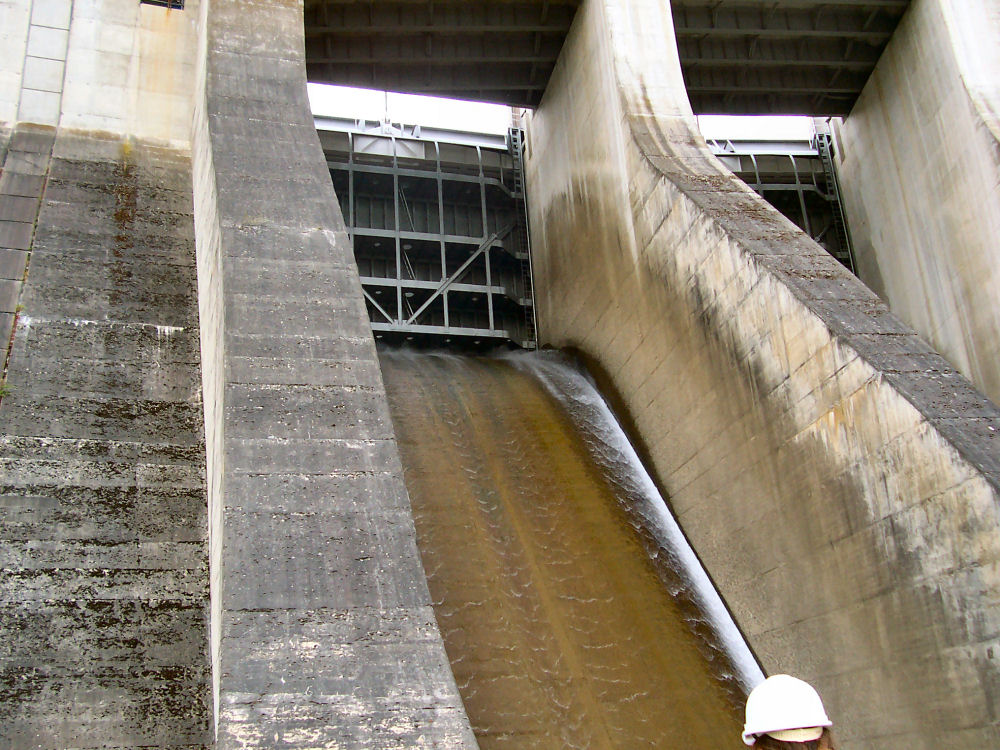
Überlauf

Betreiber des Kraftwerks und verantwortlich für den Roxburgh Dam ist die Firma Contact Energy, zweitgrößter Elektrizitätserzeuger in Neuseeland, nach Meridian Energy.

## Technische Daten
Der Damm ist 358 m breit und ragt 48 m in die Höhe. Er staut den Clutha River/Mata-Au auf einer Länge von 28,5 km bis zu 667 m Breite auf. Für den Damm und das Kraftwerkshaus wurden seinerzeit rund 500.000 m3 Beton verbaut. Der Wasserdurchfluss, der zwischen 225.000 und 722.000 l/s betragen kann, treibt die acht Turbinen des Wasserkraftwerks an, mit einer Nennleistung von 320 MW. Die mit 136,4/min drehenden Turbinen können je nach Bedarf eine Spannung von 110 kV oder 220 kV erzeugen.

## Geschichte

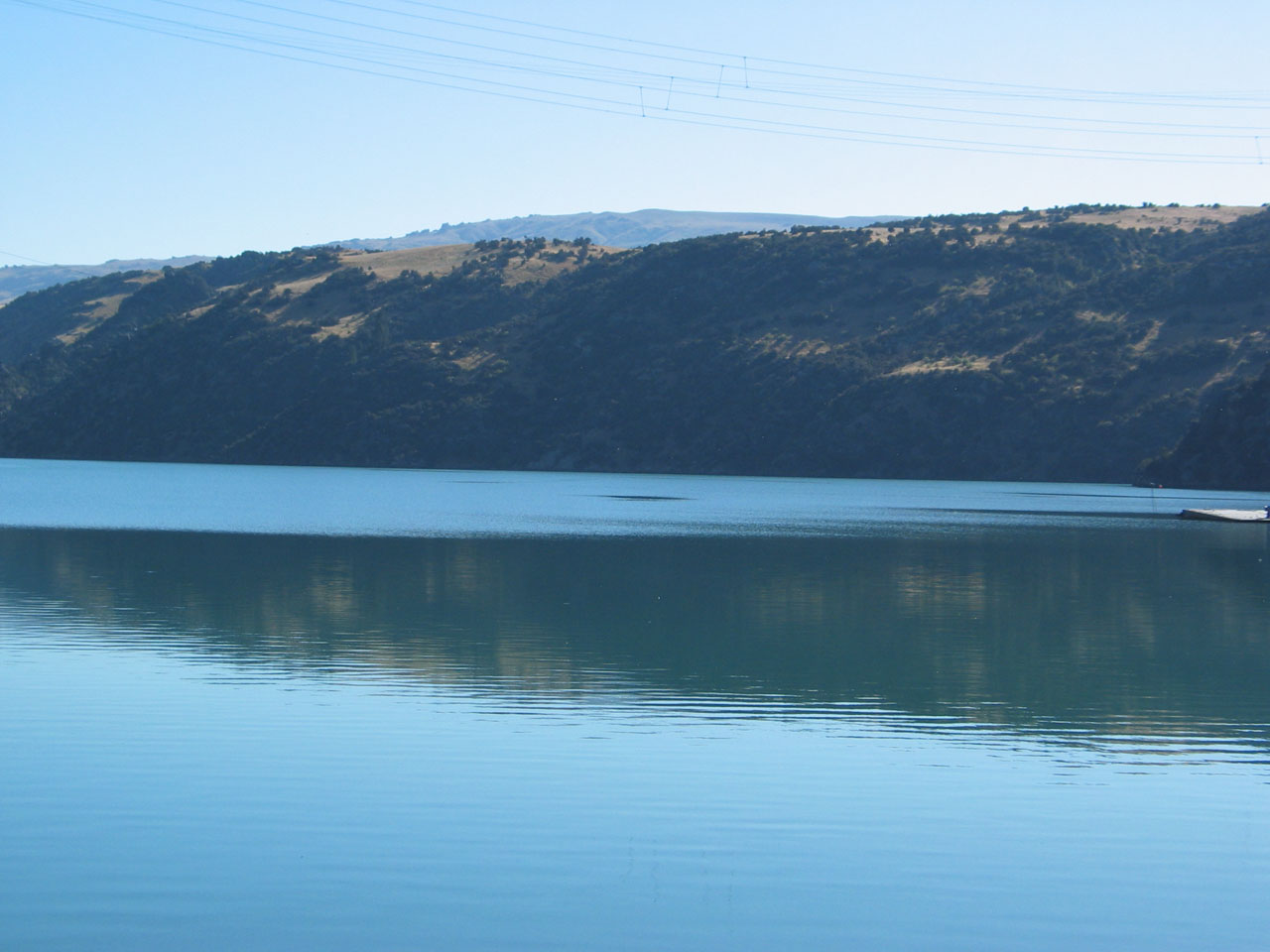
Lake Roxburgh

Mit dem Bau des Staudamms wurde bereits im Jahr 1949 begonnen, doch konnte der Stausee erst im Jahr 1956 mit der Fertigstellung des Roxburgh Dam seiner Bestimmung übergeben werden. Die Inbetriebnahme bis zur maximalen Leistung und Kapazität dauerte bis 1961 weitere fünf Jahre. Im Jahr 2009 beantragte die Firma Contact Energy erfolgreich eine Erhöhung des Seespiegels um 60 cm.